# Mazières-de-Touraine
Mazières-de-Touraine ist eine Gemeinde im Département Indre-et-Loire in der Region Centre-Val de Loire in Frankreich.

## Geografie
Mazières-de-Touraine befindet sich etwa sechs Kilometer nördlich der Loire.

## Einwohnerentwicklung
Die Einwohnerzahl von Mazières-de-Touraine nimmt seit den 60er Jahren des 19. Jahrhunderts stetig zu. Aktuell hat Mazières-de-Touraine 1463 Einwohner (Stand 1. Januar 2022).
| Jahr      | 1962 | 1968 | 1975 | 1982 | 1990 | 1999 | 2007 | 2017 |
| --------- | ---- | ---- | ---- | ---- | ---- | ---- | ---- | ---- |
| Einwohner | 693  | 664  | 608  | 705  | 961  | 1022 | 1218 | 1331 |

## Sehenswürdigkeiten

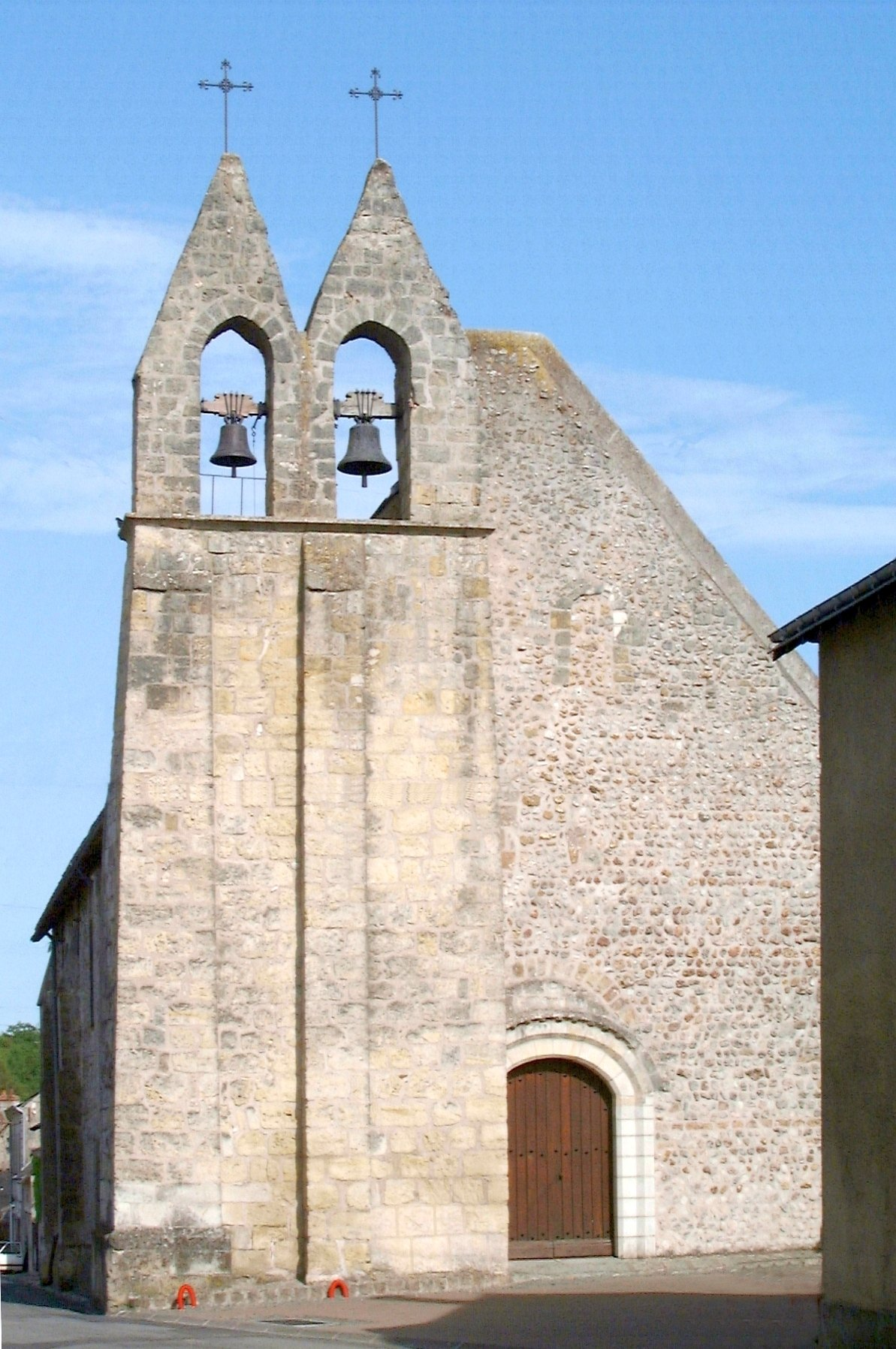
Glocken der Kirche Saint-Pierre

- Kirche Saint-Pierre